# Galeodopsis
Genre
Galeodopsis est un genre de solifuges de la famille des Galeodidae.

## Distribution
Les espèces de ce genre se rencontrent en Afrique du Nord, au Moyen-Orient et en Asie centrale.

## Liste des espèces
Selon Solifuges of the World (version 1.0) :
- Galeodopsis bilkjeviczi (Birula, 1907)
- Galeodopsis birulae (Hirst, 1912)
- Galeodopsis cyrus (Pocock, 1895)
- Galeodopsis strandi Birula, 1936
- Galeodopsis tripolitanus (Hirst, 1912)

## Publication originale
- Birula, 1903 : Sur un nouveau de Solifugae provenant de Perse. Annuaire du Musée Zoologique de l'Académie Impériale des Sciences de St.-Pétersbourg, vol. 8, p. 36-37.